# Hellerup (Gentofte)
Hellerup is een plaats in de Deense regio Hovedstaden, gemeente Gentofte, en telt 75.350 inwoners (2016).
Hellerup grenst in het oosten aan de Sont en in het zuiden aan gemeente Kopenhagen. Het station Hellerup is een belangrijk knooppunt voor treinverbindingen naar Kopenhagen en andere delen van Noord-Seeland.
In Hellerup bevindt zich het Øregaard Museum met schilderijen uit de periode 1750-1950 met als onderwerp Kopenhagen en omgeving.
In Hellerup staat ook de voormalige Tuborg Brouwerij waar Tuborg gebrouwen werd. Deze fuseerde later met de Carlsberg die het bier nog steeds brouwt. 

## Geboren
- Ole Berntsen (1915-1996), zeiler
- Lis Hartel (1921-2009), amazone
- Paul Elvstrøm (1928-2016), zeiler
- Ole Poulsen (1941), zeiler
- Torben Piechnik (1963), voetballer
- Rasmus Bøgh Wallin (1996), wielrenner
- Leonora Colmor Jepsen (1998), zangeres

## Galerij

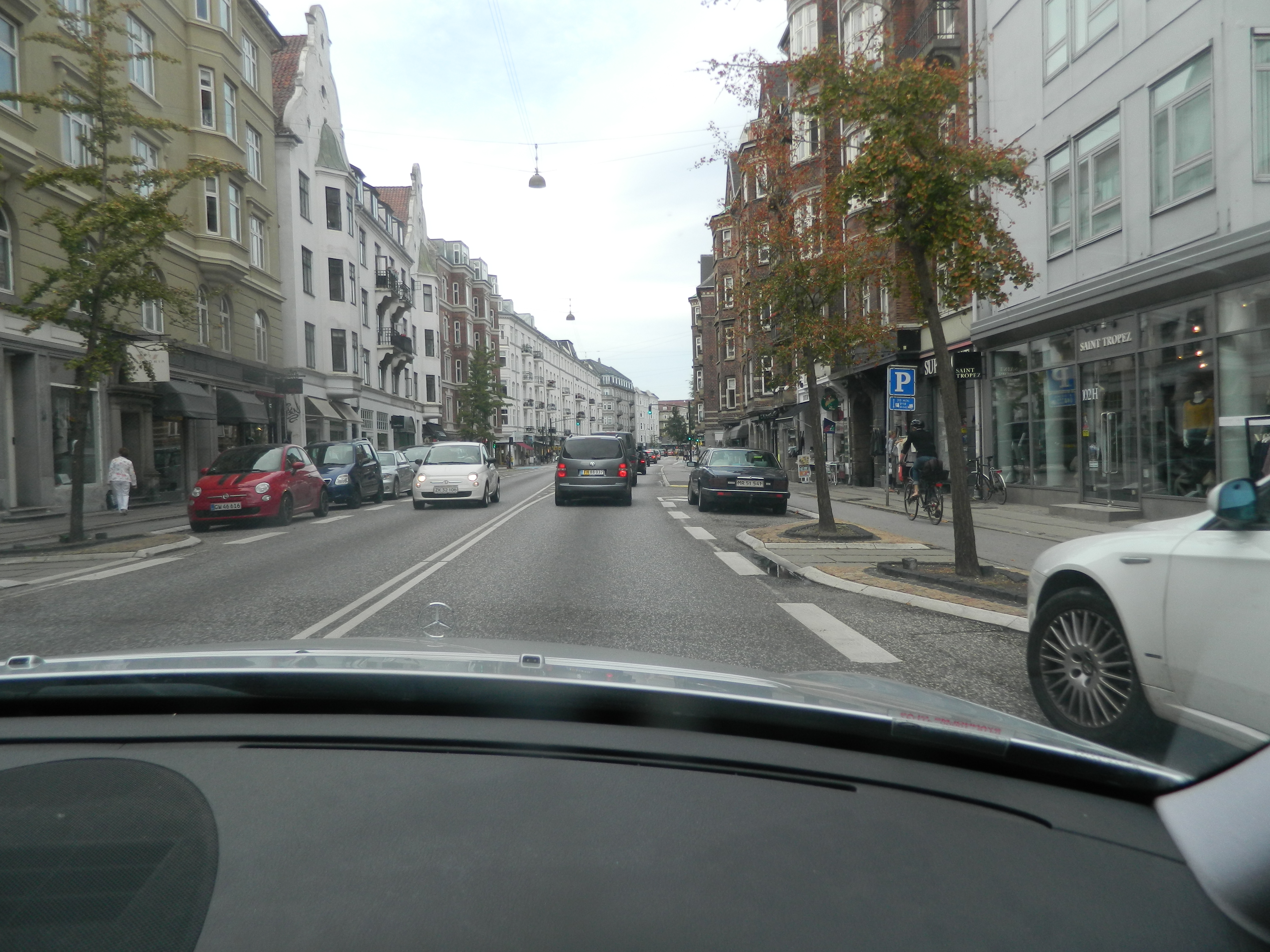
Strandvejen
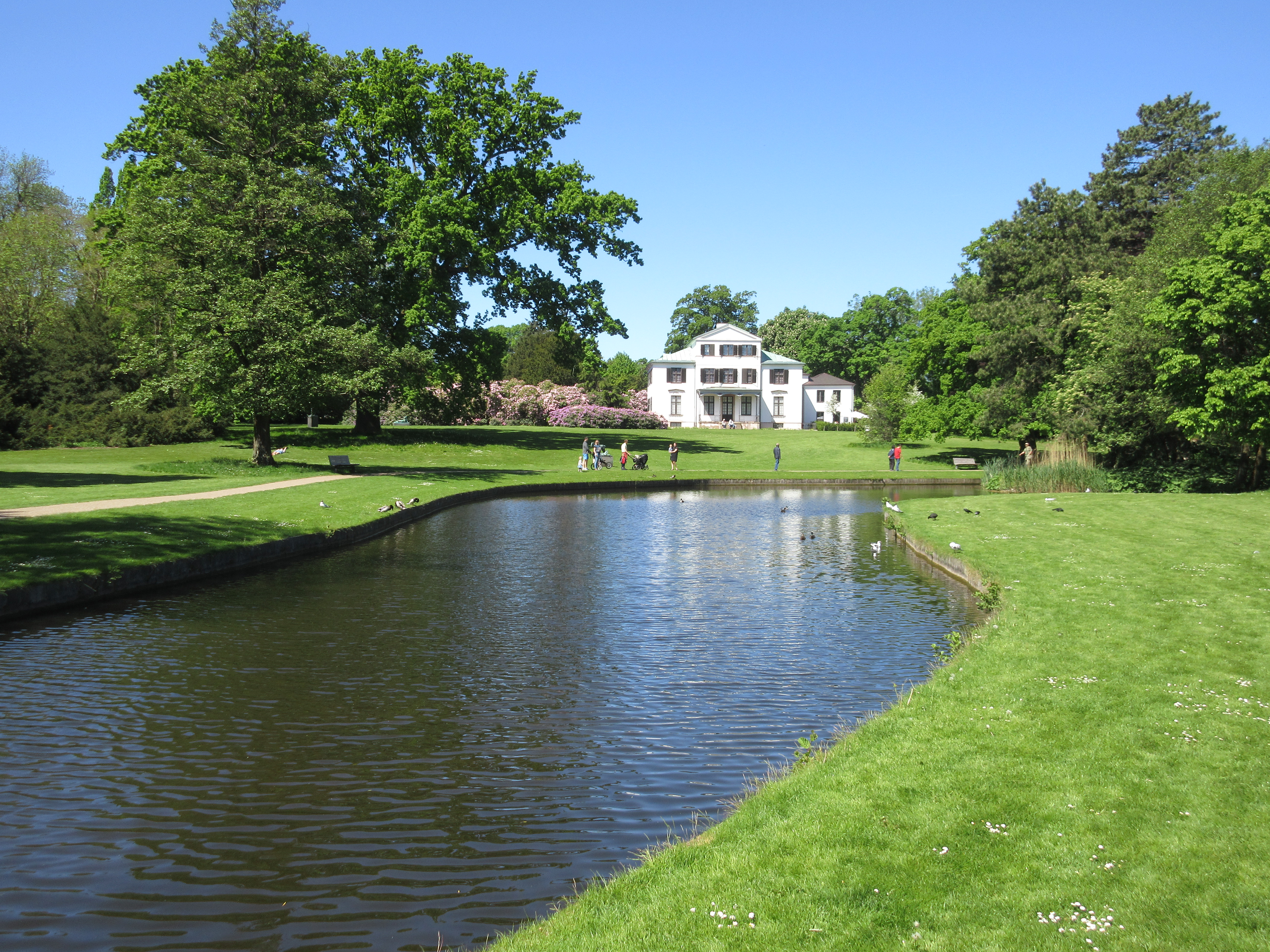
Øregaard Museum
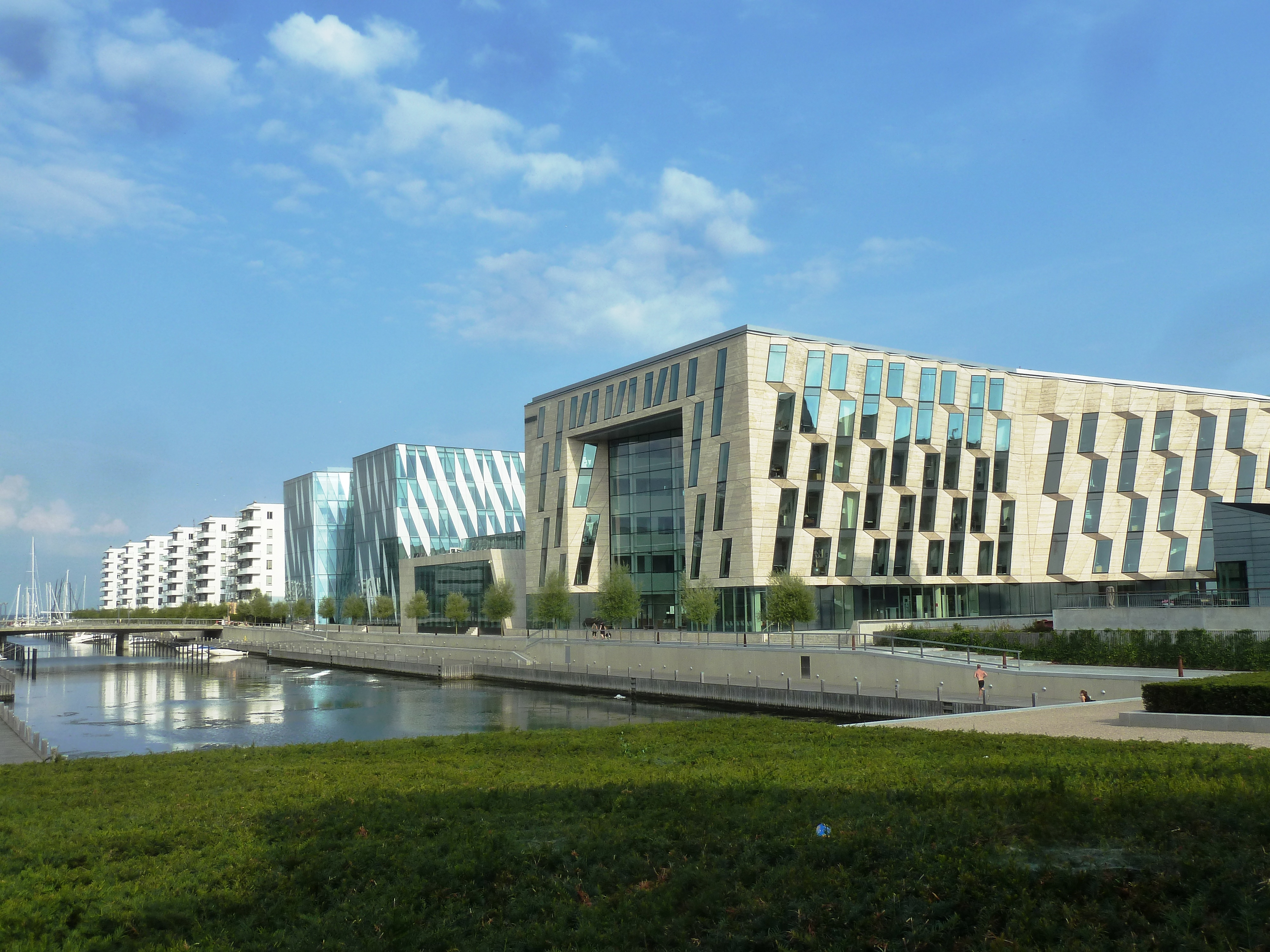
Havenkanaal in Hellerup
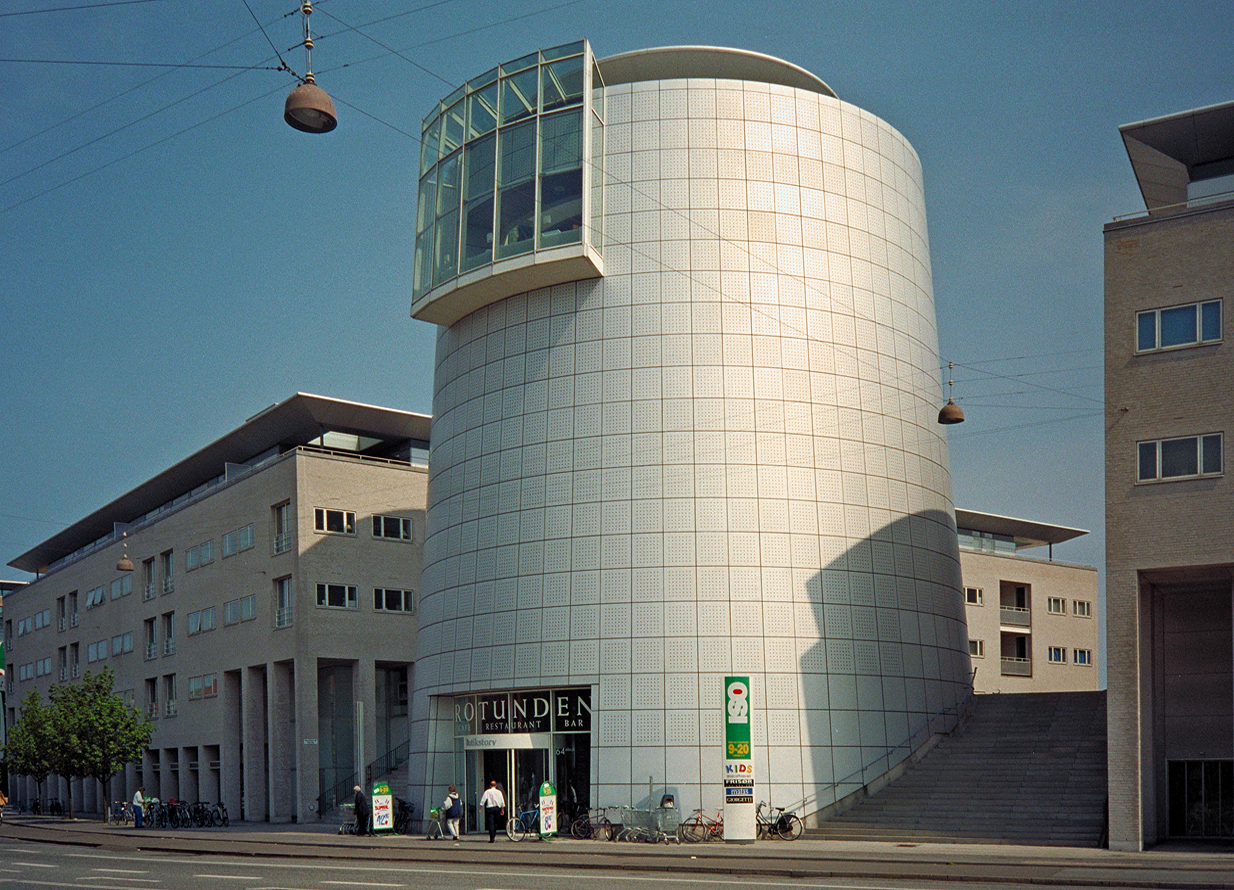
"Rotunden", cilindervormig gebouw
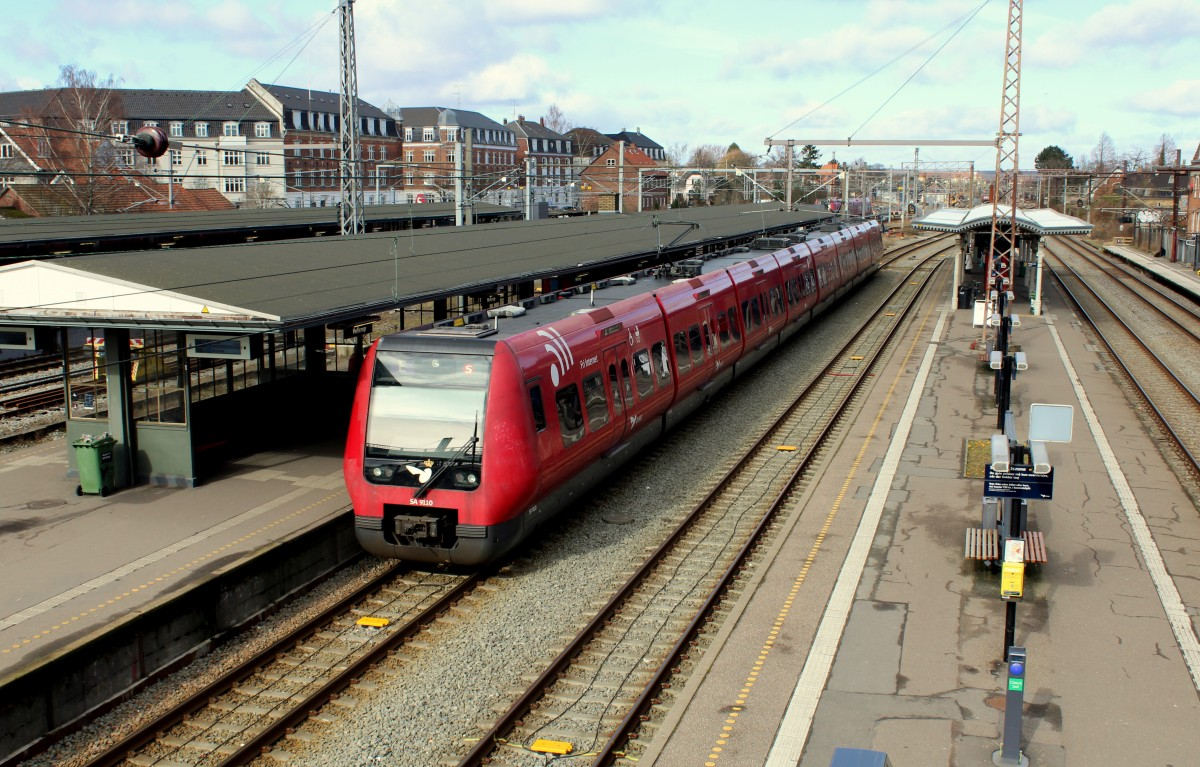
Station Hellerup
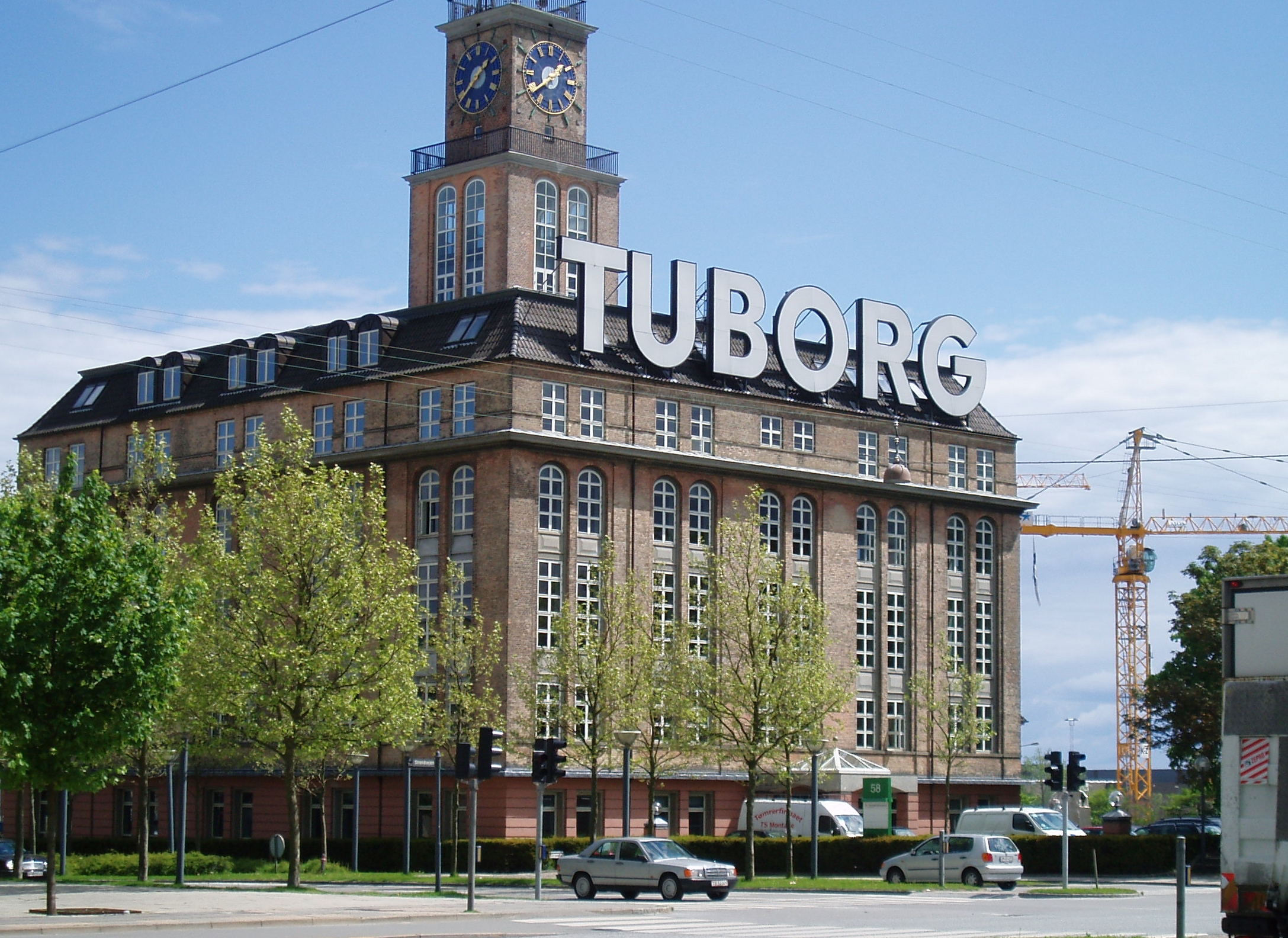
Voormalige brouwerij Tuborg